# Apollodor von Pergamon
Apollodor von Pergamon (* um 105 v. Chr.; † um 23 v. Chr.) war ein griechischer Rhetor.
Apollodor stammte vermutlich aus Pergamon in Kleinasien, wo er als Rhetor großes Ansehen erwarb. Später gelangte er nach Rom, möglicherweise auf Initiative von Gaius Iulius Caesar in den 50er Jahren. Von diesem wurde er zum Privatlehrer seines Großneffen Gaius Octavius (des späteren Augustus) bestimmt. Diesen begleitete er auch im Jahr 45 v. Chr. nach Apollonia. Seinen Lebensabend verbrachte er vermutlich in Rom, wo er zu den Vertrauten des Augustus gehörte. Laut Pseudo-Lukian (Macrobii 23) wurde er 82 Jahre alt.
Apollodor hatte zahlreiche Schüler, unter anderem den Dichter Gaius Valgius Rufus, der dessen Lehren nach den mündlichen Vorträgen (lateinisch) aufzeichnete und weiterführte. Um Apollodor bildete sich eine bedeutende Rednerschule (die „Apollodoreer“), die in scharfem Gegensatz zur Schule seines jüngeren Zeitgenossen Theodoros von Gadara (den „Theodoreern“) stand.
Die Schriften Apollodors und seiner Schüler sind in der Überlieferung verloren gegangen. Von seinem rhetorischen System sind wir nur durch spätere Quellen unterrichtet (vor allem Quintilian und der Anonymus Seguerianus), die eingehender Interpretation bedürfen. Insbesondere der Gegensatz der Apollodoreer und Theodoreer spielte im 1. Jahrhundert v. und n. Chr. eine Rolle.

## Textausgaben
- Rossella Granatelli (Hrsg.): Apollodori Pergameni ac Theodori Gadarei testimonia et fragmenta. Accedunt Apollodoreorum ac Theodoreorum testimonia et fragmenta. Rom 1991